# Frende
Frende es una freguesia portuguesa del concelho de Baião, en el distrito de Oporto, con 2,9 km² de superficie y 656 habitantes (2011). Su densidad de población es de 226,2 hab/km².